# 기요타구
기요타구(일본어: 清田区)는 일본 홋카이도 삿포로시의 남동부에 있는 구이다. 1997년에 도요히라구에서 분구해 탄생했다.

## 지리
삿포로시의 남동단에 있어 오마가리강을 사이에 두고 기타히로시마시와 접한다. 시가지는 북부를 지나는 국도 36호선을 중심으로 펼쳐진다. 택지는 계획적으로 정비되어 있고 공원이나 녹지도 많다. 남부에는 시라하타산(322m)과 시마마쓰산(492m) 등이 있는 구릉지대로, 그 대부분이 삼림으로 덮여 있다. 구의 중심을 아쓰베쓰강이 북쪽으로 흐른다. 구명은 ‘아시리베쓰강의 저지대에 펼쳐진 아름다운 맑고 깨끗한 논지대’라는 의미로 붙여진 글자명에서 유래한다.

### 기후
같은 삿포로 시내에서도 기상대가 있는 주오구가 동해측 기후의 영향이 강한 반면 기요타구는 태평양측 기후, 대륙성 기후의 특색도 가지고 있어 기온(특히 최저 기온)이나 적설량 등은 기타히로시마시나 에니와시 등에 가깝다. 겨울에는 맑은 날이 비교적 많기 때문에 방사냉각 효과가 일어나기 쉽고, 삿포로시 안에서는 아쓰베쓰구와 함께 아침저녁으로 냉각이 심하다. 연중 가장 추운 기간에는 맑은 아침에 영하 20°C 근처까지 떨어지는 날도 드물지 않지만 적설량은 비교적 적다. 여름의 기온은 시내 중심부에 비하면 아침저녁을 중심으로 낮아 지내기 편하다. 또 녹지가 유지되고 있기 때문에 열섬의 영향도 비교적 적다.

### 인접한 자치체
- 삿포로시
  - 도요히라구, 시로이시구, 아쓰베쓰구, 미나미구
- 기타히로시마시
- 오타루시

## 역사
- 1873년 - 나가오카 시게하루가 아시리베쓰(현재의 기요타 지구)에 이주한 것이 최초의 이주로 여겨진다.
- 1902년 - 도요히라촌·히라기시촌·쓰키사무촌이 합병해 도요히라촌이 되었다.
- 1908년 - 도요히라촌이 정으로 승격해 도요히라정이 되었다.
- 1961년 - 도요히라정이 삿포로시에 합병되었다.
- 1972년 - 삿포로시의 정령지정도시 지정과 함께 도요히라구가 설치되었다.
- 1997년 11월 4일 - 도요히라구 동부를 분구해 기요타구가 설치되었다.

## 인구
삿포로시 10개구 중 가장 인구가 적은 구이며, 미나미구, 아쓰베쓰구와 함께 인구 감소 추세를 보이고 있다. 한편 가구당 인원은 삿포로시 10개구 중 가장 많다.

## 교육
- 삿포로 국제대학(일본어판)

## 교통

### 도로
- 도오 자동차도
- 국도 36호선